# Berchembos

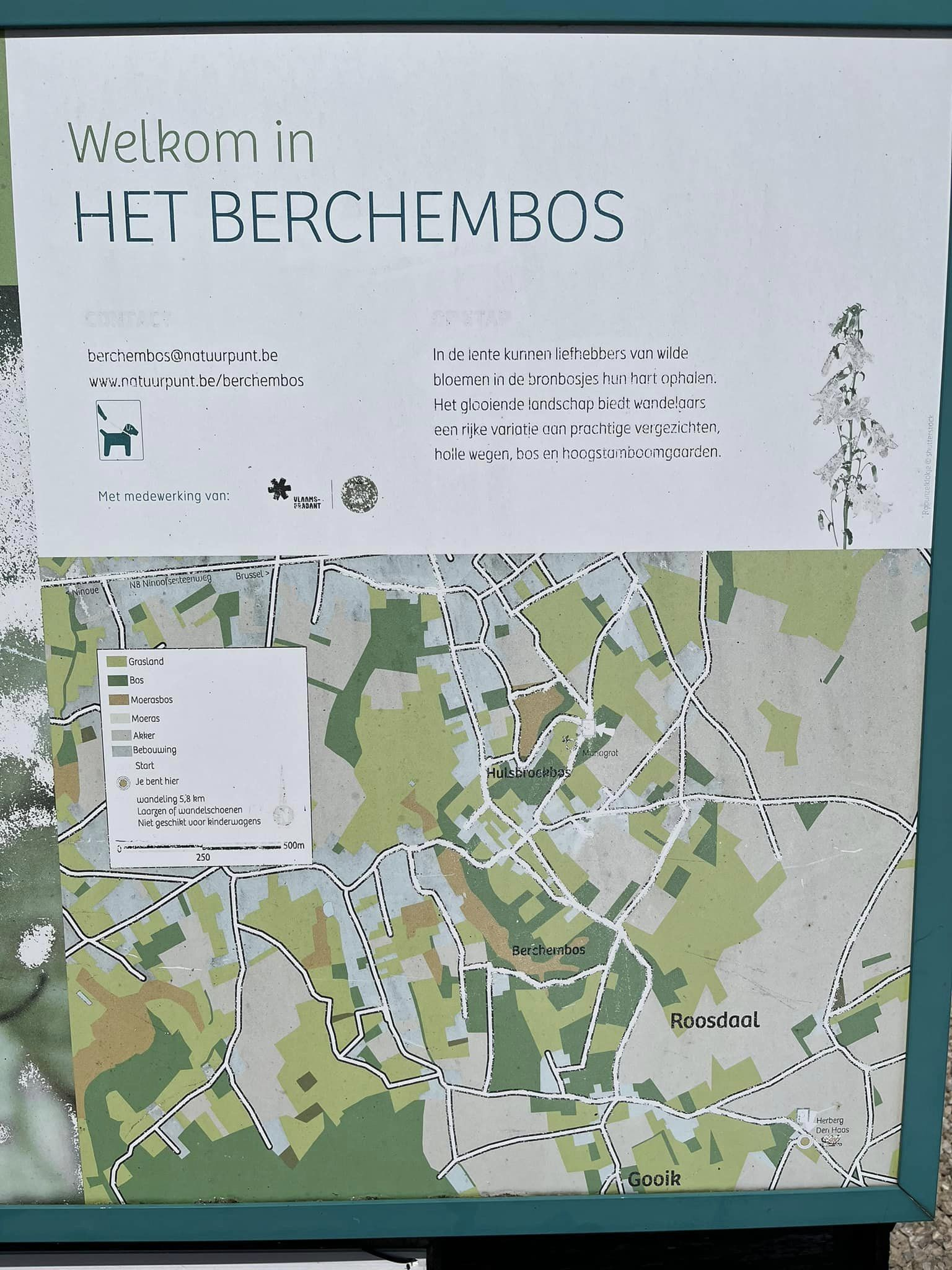
Berchembos

Het Berchembos is een natuurgebied in de Vlaams-Brabantse gemeente Roosdaal en het is gelegen ten zuiden van het tot Pamel behorende gehucht Poelk.
Het 8 ha grote bos maakte vroeger deel uit van het Kolenwoud, en ligt vlak bij het Neigembos. Er is een brongebied waar de Berchembosbeek ontspringt. Deze beek komt uiteindelijk uit in de Wolfsputbeek, een zijriviertje van de Dender. In het bos ligt de Postkoetsweg, een zeer diep ingesneden holle weg.
Iets noordelijker ligt het Hulsbroekbos waarin zich een levende hut bevindt, gevormd door wilgentenen.
Het zijn loofbossen met een voorjaarsflora van wilde hyacint en bosanemoon.